# Manchado espectral
Cuando se calcula la transformada discreta de Fourier (DFT) de una señal (por ejemplo, para obtener la densidad espectral de potencia), el manchado espectral o leakage ocurrirá si alguna de las componentes frecuenciales cae entre frecuencias de referencia. Esto resulta en la difuminación de estas frecuencias.
El leakage también tiene lugar cuando se calcula la DFT de una señal que contiene el resto de un ciclo. Por ejemplo, si una onda senoidal de 3 Hz se muestrea durante 0.9 segundos, se produce una discontinuidad, la cual causa un manchado espectral.

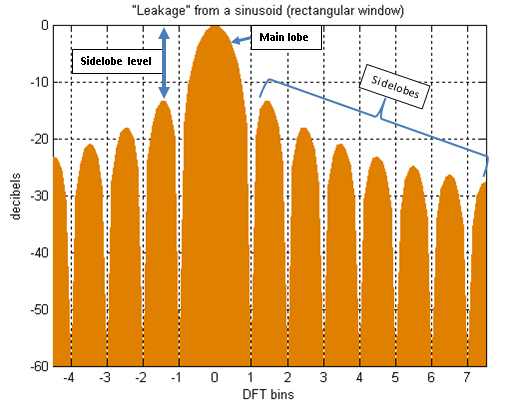
Esta es una parte de la DTFT para una sinusoide con ventana rectangular. La frecuencia real de la sinusoide se indica como "0" en el eje horizontal. Todo lo demás corresponde a fugas. La unidad de frecuencia son los "bins de la DFT"; es decir, los valores enteros en el eje de frecuencia corresponden a las frecuencias muestreadas por la DFT. La figura muestra un caso en el que la frecuencia real de la sinusoide coincide con una muestra de la DFT, y el valor máximo del espectro se mide con precisión mediante dicha muestra. Cuando se desvía del valor máximo por una cierta cantidad [hasta 1/2 bin], el error de medición se denomina pérdida festoneada (inspirada en la forma del pico). Pero lo más interesante de este caso es que todas las demás muestras coinciden con nulos en el espectro real. (Los nulos son, en realidad, cruces por cero). Por lo tanto, en este caso, la DFT crea la ilusión de ausencia de fugas.

Visto desde otro punto de vista, y relacionado con el análisis frecuencial, el leakage es un efecto que se produce en señales de longitud finita o segmentos finitos extraídos de señales infinitas donde parece como si parte de la energía se hubiese "filtrado" desde el espectro original de la señal hacia otras frecuencias. Típicamente el leakage muestra una serie de lóbulos.
- Datos: Q1431214